# Archophileurus alternans
Archophileurus alternans är en skalbaggsart som beskrevs av S. Endrödi 1977. Archophileurus alternans ingår i släktet Archophileurus och familjen Dynastidae. Inga underarter finns listade.